# Tambor metálico de lengüetas
Un tambor metálico de lengüetas, en inglés steel tongue drum, es un instrumento musical idiófono y metalófono de percusión melódica. Es una suerte de tambor de hendidura que consiste en una pieza  esferoide oblata hueca con recortes de diferentes formas y tamaños en su superficie que al ser percutidos generan diferentes notas y escalas musicales.

## Historia

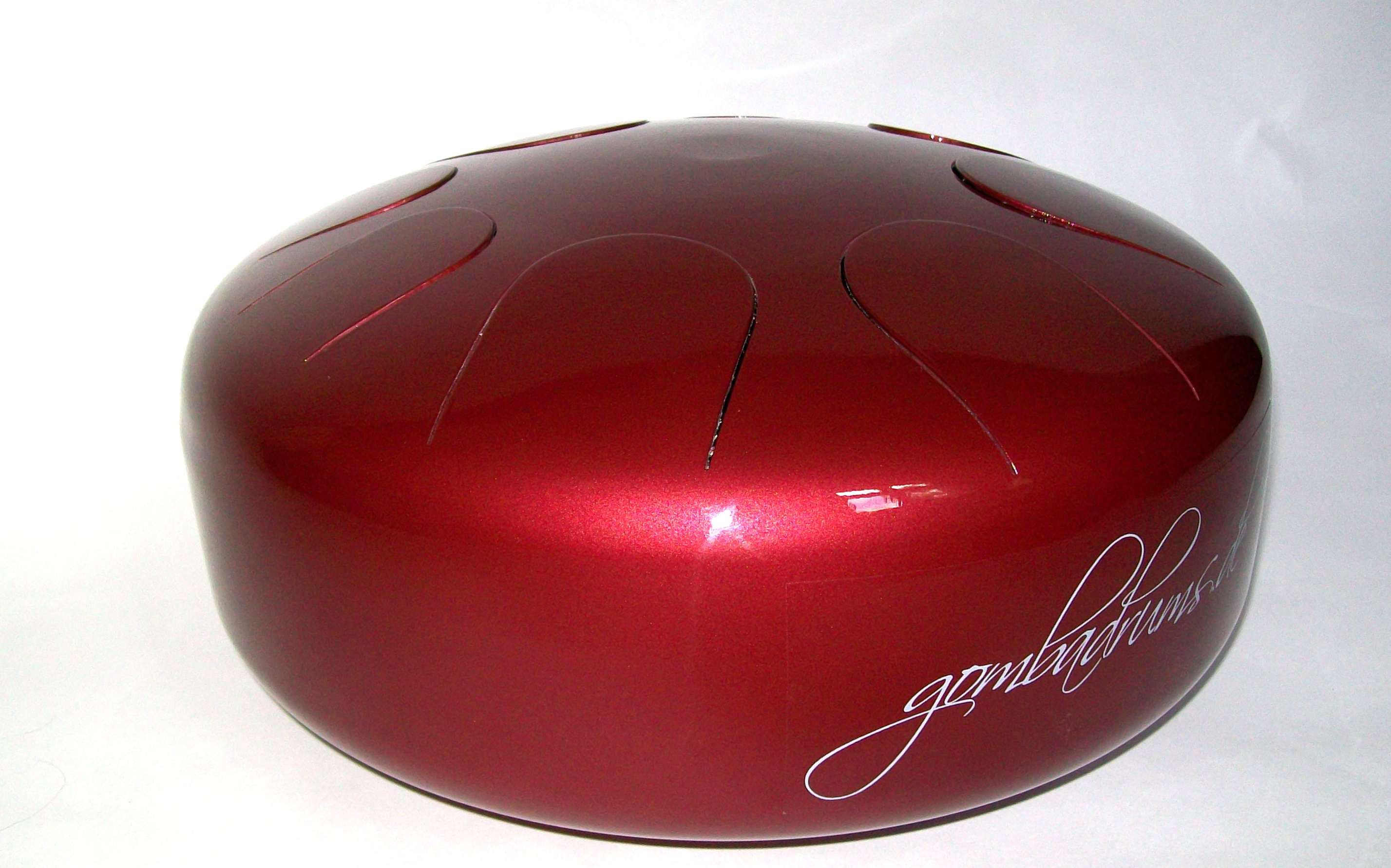
Tambor tanque

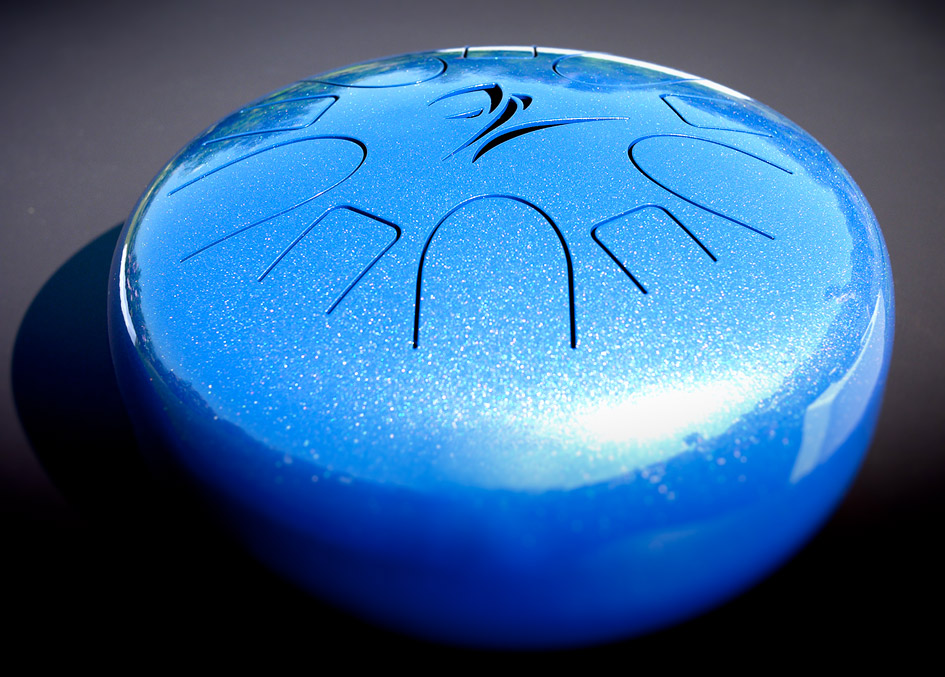
Tambor tanque

Inicialmente se empezó a construir a partir de tanques de propano, pero cada vez surgen más modelos hechos de piezas metálicas diseñadas específicamente para fabricarles. El tambor de lengüetas de acero se basa en el tambor de hendidura de madera. Se sabe que el tambor de hendidura fue desarrollado de forma independiente por antiguas civilizaciones, incluidas africanas, aztecas e indonesias. Fueron utilizados tanto para rituales como para entretenimientos. El tambor actual de hoy tuvo varios predecesores, entre los que destacan el tambor ballena de Jim Doble, de 1990, y el Tambiro de Felle Vega.
En febrero de 2007, Dennis Havlena, inspirándose en las propiedades físicas del Tambiro y el diseño de tonos del Hang, creó un tambor de lengüeta de acero con un diseño circular en forma de cruz a partir de una botella de butano vacía de nueve litros de capacidad.

## Descripción
En la parte superior se cortan lengüetas en forma radial que varían de nota y tono según la longitud y el ancho de los cortes. Es por su forma, que se asemeja a un platillo volador, por lo que también se le conoce como tambor ovni.
El tambor de lengüetas, o de lenguas, es un mini tambor de lengüeta fabricado en acero de 5.5 pulgadas de gran calidad. Además, se cubre la superficie con pinturas tipo esmalte, que da un acabado muy eficaz para impedir la corrosión por el paso del tiempo. 
El tambor de lengüetas se suele emplear en clases de yoga y también por gente que desea adentrarse en la música de instrumentos de percusión. La curva temporal de aprendizaje es muy corta, siendo cuestión de pocas horas saber tocar alguna melodía con sus notas musicales.